# Erik Chytil
Erik Chytil (* 24. listopadu 1970) je bývalý slovenský fotbalista, útočník.

## Fotbalová kariéra
Hrál za Slovan Bratislava, Spartak Trnava, 1. FC Košice a DAC Dunajská Streda. Mistr Československa 2002. V československé lize nastoupil ve 34 utkáních, ve slovenské lize v 82 utkáních. Po skončení aktivní činnosti působí jako trenér v nižších soutěžích.

## Ligová bilance
| Ročník                                   | Zápasy | Góly | Klub                |
| ---------------------------------------- | ------ | ---- | ------------------- |
| 1. československá fotbalová liga 1990/91 | 6      | 1    | Slovan Bratislava   |
| 1. československá fotbalová liga 1991/92 | 9      | 1    | Slovan Bratislava   |
| 1. československá fotbalová liga 1992/93 | 9      | 1    | Spartak Trnava      |
| 1. československá fotbalová liga 1992/93 | 10     | 1    | Slovan Bratislava   |
| 1. slovenská fotbalová liga 1993/94      | 1      | 0    | Slovan Bratislava   |
| 1. slovenská fotbalová liga 1993/94      | 15     | 3    | 1. FC Košice        |
| 1. slovenská fotbalová liga 1994/95      | 4      | 0    | 1. FC Košice        |
| 1. slovenská fotbalová liga 1995/96      | 1      | 0    | 1. FC Košice        |
| 1. slovenská fotbalová liga 1995/96      | 19     | 4    | DAC Dunajská Streda |
| 1. slovenská fotbalová liga 1996/97      | 20     | 3    | DAC Dunajská Streda |
| 1. slovenská fotbalová liga 1997/98      | 22     | 2    | DAC Dunajská Streda |
| CELKEM                                   | 116    | 16   |                     |